# Berosus infuscatus
Berosus infuscatus är en skalbaggsart som beskrevs av Leconte 1855. Berosus infuscatus ingår i släktet Berosus och familjen palpbaggar. Inga underarter finns listade i Catalogue of Life.

## Bildgalleri

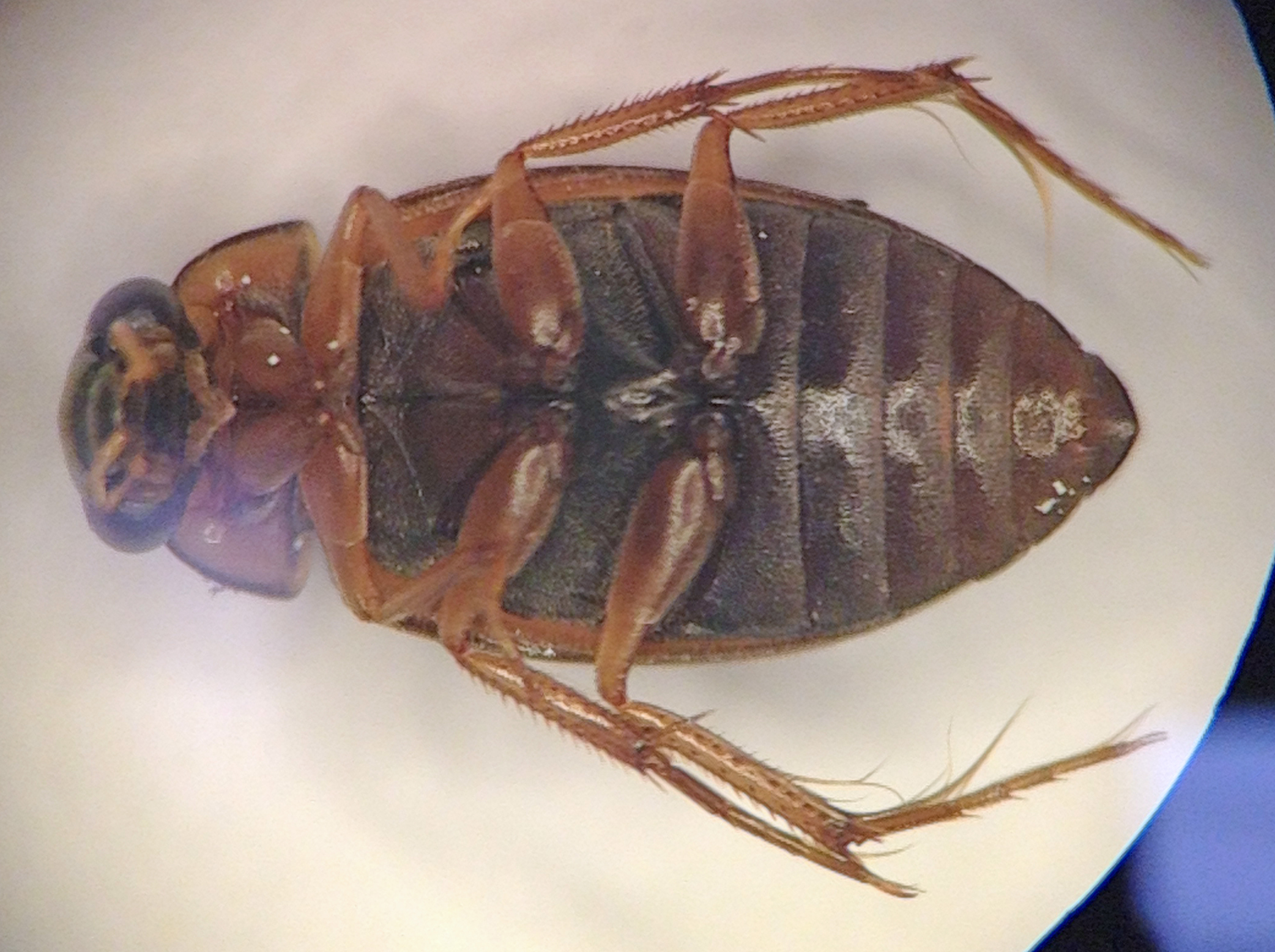